# Der Gärtner (Fernsehserie)
Der Gärtner (Originaltitel: El jardinero) ist eine spanische Thriller-Miniserie, die von Miguel Sáez Carral für Netflix entwickelt wurde.

## Handlung
Die Serie handelt von dem Gärtner Elmer Jurado, der gemeinsam mit seiner Mutter China „La China“ Jurado in einem kleinen Ort in Spanien eine Gärtnerei betreibt. Hinter der unscheinbaren Fassade der Gärtnerei betreiben die beiden jedoch ein Auftragsmordgeschäft, das von seiner Mutter organisiert wird. Elmer, der nach einem schweren Autounfall in seiner Kindheit keine Gefühle mehr empfinden kann, führt die Morde diskret aus, ohne dabei Mitgefühl oder Reue zu empfinden.
Als Elmer den Auftrag erhält, die junge Grundschullehrerin Violeta Álvarez zu töten, verliebt er sich zum ersten Mal in seinem Leben. Diese neu entdeckten Gefühle hindern ihn daran, den Mord auszuführen, stattdessen begeht er einen Mord an einem Mann, der Violetta bedroht. Während die Polizei beginnt, gegen ihn zu ermitteln, versucht Elmars Mutter weiterhin, ihren Sohn mit Tabletten zu kontrollieren. Am Ende der Serie taucht Violeta im Gartencenter auf und bittet Elmer, für sie jemanden zu töten.

## Besetzung und Synchronisation

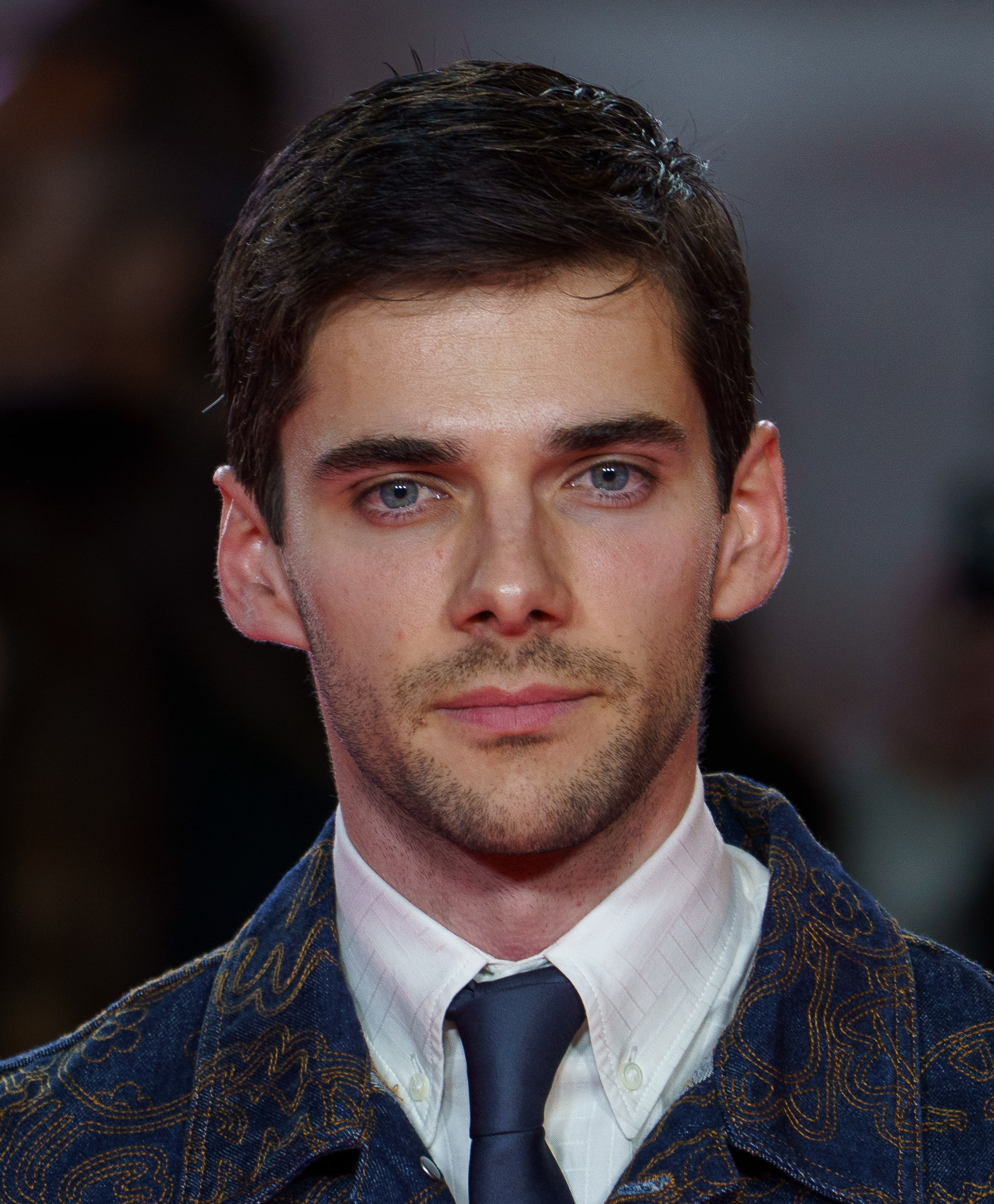
Álvaro Rico
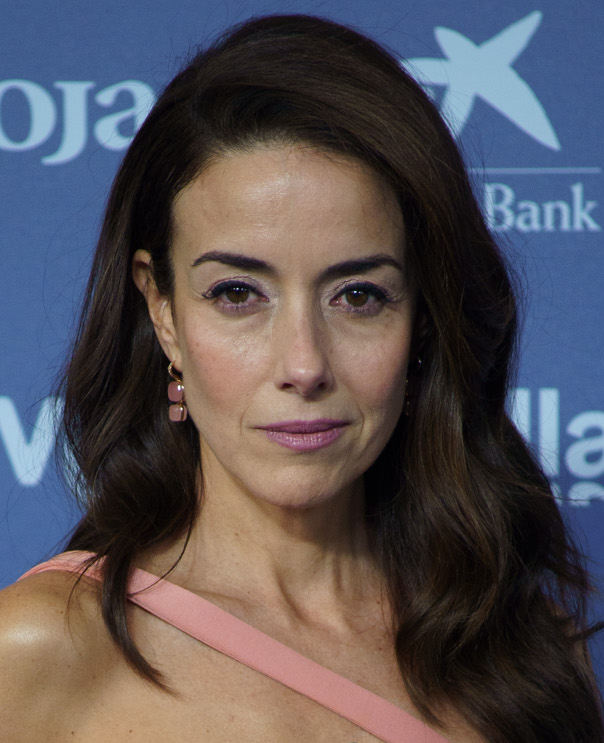
Cecilia Suárez
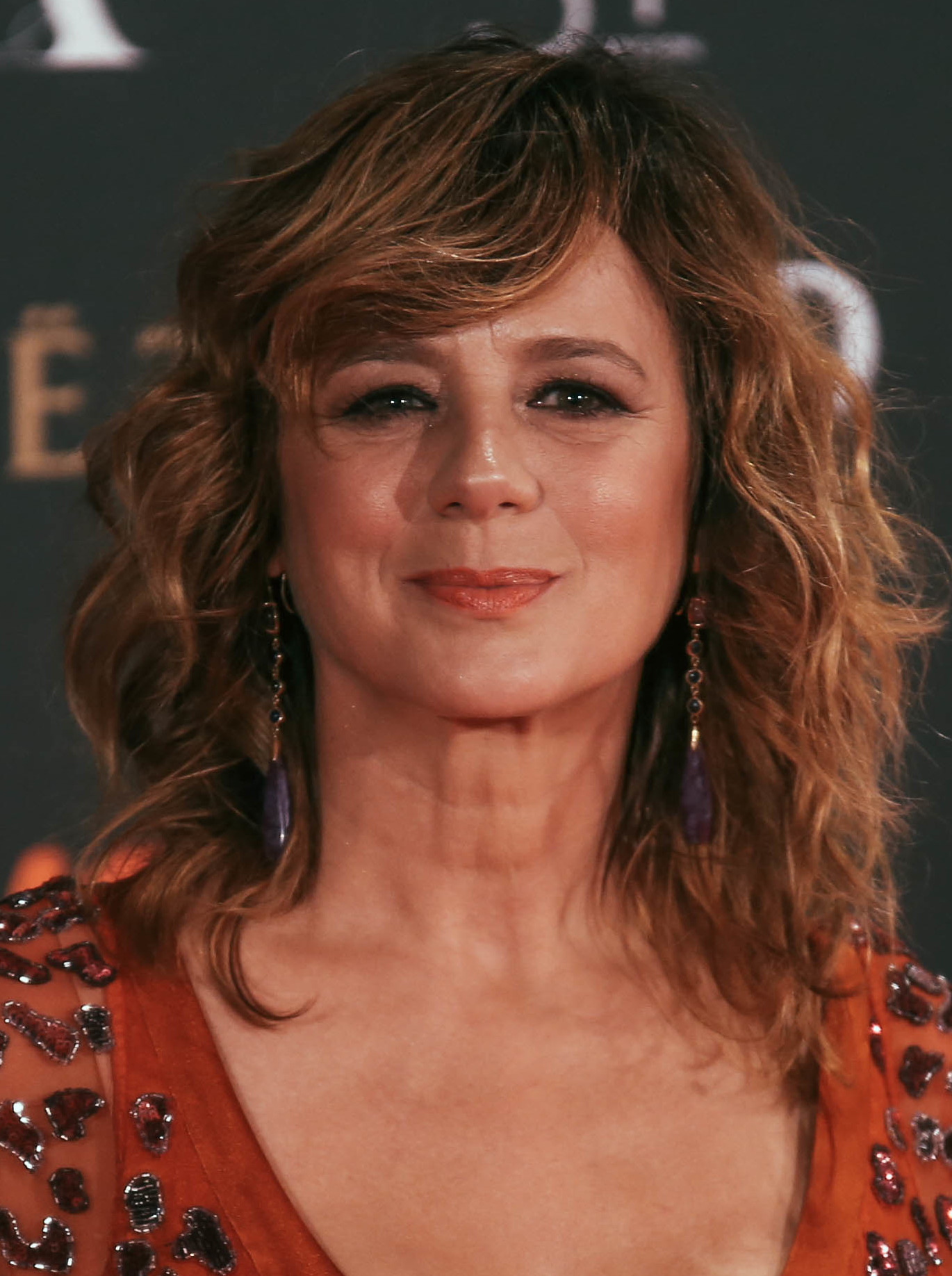
Emma Suárez

Die folgenden Schauspieler sind in der Serie involviert:
| Darsteller        | Rolle           | Synchronsprecher          |
| ----------------- | --------------- | ------------------------- |
| Álvaro Rico       | Elmer Jurado    | Amadeus Strobl            |
| Marc González     | Elmer (jung)    | -                         |
| Cecilia Suárez    | China Jurado    | Antje von der Ahe         |
| Catalina Sopelana | Violeta Álvarez | Jodie Blank               |
| Francis Lorenzo   | Torres          | Thomas Schmuckert         |
| María Vázquez     | Carrera         | Svantje Wascher           |
| Emma Suárez       | Sabela Costeira | Anna Dramski              |
| Iván Massagué     | Tony            | Sebastian Christoph Jacob |
| Isabel Garrido    | Catuxa          | Marie Hinze               |
| Candela Solé      | Lúa             | Johanna Schmoll           |
| Javier Morgade    | Xoan Costeira   | Sebastian Kluckert        |
| Víctor Castilla   | Mon Santís      | Bastian Sierich           |
| Esteban Roel      | Orson           | Peter Lontzek             |

## Produktion
Die Serie wurde von DLO Producciones production produziert. Regie führten
Mikel Rueda und Rafa Montesinos. Die Drehbücher schriebem Sáez Carral und Isa Sánchez. Die Dreharbeiten fanden in Pontevedra, Cambados, Vilagarcía de Arousa, Tomiño, Ribeira, Toledo und Madrid statt.
Die Serie wurde am 11. April 2025 auf der Streaming-Plattform Netflix veröffentlicht.

## Episodenliste
| Nr. | Deutscher Titel            | Originaltitel       | Regie              | Drehbuch           |
| --- | -------------------------- | ------------------- | ------------------ | ------------------ |
| 1 | Der geheime Garten         | El jardín secreto   | Miguel Sáez Carral | Miguel Sáez Carral |
| Elmer, ein junger Mann, der nach einem Unfall im Kindesalter keine Gefühle mehr empfinden kann, lebt mit seiner Mutter La China Jurado in einer spanischen Kleinstadt. Gemeinsam betreiben sie eine Gärtnerei, die als Tarnung für ihr lukratives Auftragsmordgeschäft dient. Während Elmer einen neuen Auftrag ausführt, kümmert sich La China um die Organisation und das Beseitigen von Spuren.                                |                            |                     |                    |                    |
| 2 | Die Wurzel des Bösen       | La raíz del mal     | Miguel Sáez Carral | Miguel Sáez Carral |
| Nach dem Verschwinden eines Opfers beginnen die örtlichen Ermittler, Fragen zu stellen und erste Nachforschungen anzustellen. La China und Elmer erhalten einen neuen Auftrag: Das nächste Ziel ist die Kindergärtnerin Violeta, eine junge Frau, die sich um Kinder im Ort kümmert. Elmer beobachtet sie und beginnt, sich ihr vorsichtig zu nähern. Dabei verliebt er sich in sie und tötet einen jungen Mann, der sie bedroht. |                            |                     |                    |                    |
| 3 | Blumen für Violeta         | Flores para Violeta | Miguel Sáez Carral | Miguel Sáez Carral |
| Elmer verbringt mehr Zeit mit Violeta und lernt ihre freundliche, empathische Art kennen. Zum ersten Mal seit seinem Unfall spürt er wieder Emotionen, was ihn zunehmend verunsichert. La China bemerkt die Veränderung bei ihrem Sohn und wird misstrauisch. Währenddessen erfährt der Zuschauer mehr über Violetas Hintergrund und warum sie ins Visier eines Mordauftrags geraten ist.                                         |                            |                     |                    |                    |
| 4 | Umgegrabene Erde           | Tierra removida     | Miguel Sáez Carral | Miguel Sáez Carral |
| Die Polizei intensiviert ihre Ermittlungen, nachdem neue Hinweise auf dem Gelände der Gärtnerei gefunden werden. La China versucht, die Kontrolle über Elmer zurückzugewinnen und setzt ihn unter Druck, den Auftrag an Violeta auszuführen. Elmer gerät dabei zwischen die Loyalität zu seiner Mutter und seine erwachenden Gefühle für Violeta.                                                                                 |                            |                     |                    |                    |
| 5 | Die Last der Vergangenheit | El peso del pasado  | Miguel Sáez Carral | Miguel Sáez Carral |
| Rückblenden beleuchten Elmers Kindheit, den folgenschweren Unfall und die Entstehung des Auftragsmordgeschäfts. Währenddessen entdeckt die Polizei weitere Spuren, die auf frühere Verbrechen hindeuten. La China plant, mit dem verdienten Geld Spanien zu verlassen, doch Elmers Bindung zu Violeta wächst. Die Konflikte innerhalb der Familie eskalieren, als alte Geheimnisse ans Licht kommen.                              |                            |                     |                    |                    |
| 6 | Der letzte Auftrag         | El último encargo   | Miguel Sáez Carral | Miguel Sáez Carral |
| Violeta taucht erneut in der Gärtnerei auf und bittet Elmer, für sie jemanden verschwinden zu lassen. Währenddessen werden am Flussufer Leichen gefunden, was die Ermittlungen der Polizei weiter vorantreibt. La China erkennt, dass sie die Kontrolle über ihren Sohn endgültig verliert. |                            |                     |                    |                    |